# Omar Sy
Omar Sy (Trappes, Isla de Francia; 20 de enero de 1978) es un actor, humorista y comediante francés. Es conocido por formar el dúo humorístico "Omar et Fred" con el humorista Fred Testot, por interpretar a Bakari "Driss" Basali, uno de los protagonistas de la película francesa Intocable junto a François Cluzet y por su actuación como Assane Diop en la serie Lupin.

## Biografía
Omar es hijo de un matrimonio de origen mauritano y senegalés. Empezó a trabajar a los 18 años, entre los años 1996 y 1997, en Radio Nova, donde conoció a su socio, Fred Testot. Después, en Canal+, trabajó junto a Jamel Debbouze y participó en la emisión de Le Cinéma de Jamel. Más tarde comenzó la emisión de Le Visiophon, donde tuvo un papel más relevante.
Los siguientes años, Omar continuó en el mundo de la comedia en la pequeña pantalla en espectáculos como Je ne fais pas mon âge, Service après-vente des émissions y Omar et Fred: le spectacle.
Desde 2005, el programa Service après-vente des émissions es adaptado por Canal+ a una duración total de 2 o 3 minutos. 
Omar también ha doblado personajes; entre ellos, el de Zip en la versión francesa del videojuego Tomb Raider: Legend.
El 5 de julio de 2007 se casó en Le Tremblay-sur-Mauldre con Hélène Sy, con quien tiene cinco hijos.
En 2008 apareció en el videoclip de Sinik « Bienvenue chez les Bylkas».
También prestó su voz para el cortometraje Logorama de 2009, junto a su socio Fred Testot.
En 2010 participó en el preámbulo del DVD del espectáculo de Florence Foresti Motherfucker, donde encarnaba a un taxista con acento africano que recordaba a su personaje "Doudou", de Service après-vente des émissions.
El mismo año, apareció en el videoclip de Zazie Être et avoir y en el videoclip de Diam Peter Pan.
En 2011 protagonizó la película Intouchables junto a François Cluzet, donde interpretó el papel de Driss, un joven delincuente de los suburbios franceses que es aceptado en el trabajo de cuidador a domicilio de un millonario tetrapléjico aristócrata, Philippe. Esta película obtuvo 21'49 millones de espectadores, el primer puesto en la taquilla francesa en el año 2011, así como el logro de ser la tercera película más vista en la historia de la taquilla francesa. El 24 de febrero de 2012 recibió el premio César al mejor actor por su actuación en la misma. Debido a esta interpretación, Omar Sy se convirtió en la tercera personalidad preferida de los franceses, por detrás de Yannick Noah y Zinedine Zidane.[cita requerida]
Este papel le permitió conseguir el Globe de Cristal a mejor actor (concedido por la prensa francesa), el premio a mejor actor extranjero junto a su compañero François Cluzet en el Festival Internacional de Cine de Tokio y el César al mejor actor en la 37.ª edición de los premios César en 2012.
En 2012, Canal+ anunció que Service après-vente des émissions no emitiría más programas a partir de septiembre de ese mismo año.
Tras esto, en el verano del años 2012 Omar estableció su segunda residencia en Los Ángeles, California.
El 30 de diciembre de 2012, Omar fue elegido como la personalidad preferida de los franceses, según la clasificación establecida por el Journal du dimanche, superando al actor Gad Elmaleh. Yannick Noah, anteriormente en la cima de la clasificación desde hacía años, quedó esta vez en tercera posición.
En 2014, Omar Sy apareció en el filme X-Men: días del futuro pasado, donde interpreta al mutante Bishop.
En 2015, apareció en un rol secundario en Jurassic World, la cuarta película de la saga de dinosaurios, en donde interpreta a Barry Sembène, un cuidador de dinosaurios.
En 2021 participó en una serie producida por Netflix, Lupin. La segunda parte se estrenó en el verano del 2021[cita requerida] y la tercera, en octubre de 2023.

## Filmografía

### Cine
| Año  | Título                                    | Papel                                    | Director                               | Notas                       | Ref |
| ---- | ----------------------------------------- | ---------------------------------------- | -------------------------------------- | --------------------------- | --- |
| 2000 | Granturismo                               | Voz                                      | Denis Thybaud                          | Corto                       |     |
| 2001 | Terror en la torre Montparnasse           | Taxista                                  | Charles Nemes                          |                             |     |
| 2001 | La concierge est dans l'ascenseur         |                                          | Olivier Coussemacq                     | Corto                       |     |
| 2002 | El embolao                                | Chico maliense nº 3                      | Alain Berberian & Frédéric Forestier   |                             |     |
| 2002 | Astérix y Obélix: Misión Cleopatra        | Pintor                                   | Alain Chabat                           |                             |     |
| 2002 | Samuráis                                  | Tyson                                    | Giordano Gederlini                     |                             |     |
| 2002 | El raid                                   | Sargento de la ONU                       | Djamel Bensalah                        |                             |     |
| 2002 | Ces jours heureux                         | Brice                                    | Olivier Nakache & Éric Toledano        | Corto                       |     |
| 2003 | La Beuze                                  | Michel Dembélé                           | François Desagnat & Thomas Sorriaux    |                             |     |
| 2003 | Pardon aux familles... Tout ça!           | Voz                                      | Patrick Menais                         | Vídeo                       |     |
| 2004 | Le Carton                                 | Lorenzo                                  | Charles Nemes                          |                             |     |
| 2004 | Coming-out                                | Max                                      | Olivier Ayache-Vidal                   | Corto                       |     |
| 2004 | Un Jean-Pierre ça peut tout faire         |                                          | Patrick Menais                         | Vídeo                       |     |
| 2006 | Aquellos días felices                     | Joseph                                   | Olivier Nakache & Éric Toledano        |                             |     |
| 2007 | Garage Babes                              | Hamidou                                  | Julien Pelgrand                        | Vídeo                       |     |
| 2007 | Surf's Up                                 | Chicken Joe                              | Ash Brannon & Chris Buck               | Doblaje en versión francesa |     |
| 2008 | Solo los dos                              | Sammy Bouglioni                          | Éric Judor & Ramzy Bedia               |                             |     |
| 2008 | La France d'après                         | Voz                                      | Patrick Menais                         | Vídeo                       |     |
| 2009 | Micmacs                                   | Remington                                | Jean-Pierre Jeunet                     |                             |     |
| 2009 | Arthur y la venganza de Maltazard         | Snow                                     | Luc Besson                             | Doblaje en versión francesa |     |
| 2009 | Lascars                                   | Narbé (voz)                              | Emmanuel Klotz & Albert Pereira-Lazaro |                             |     |
| 2009 | Tan cerca                                 | Bruno                                    | Olivier Nakache & Éric Toledano        |                             |     |
| 2009 | King Guillaume                            | Jean-Peter                               | Pierre-François Martin-Laval           |                             |     |
| 2009 | Safari                                    | Youssouf Hammal                          | Olivier Baroux                         |                             |     |
| 2009 | Corresponsales especiales                 | Jimmy                                    | Frédéric Auburtin                      |                             |     |
| 2009 | La ley de Murphy                          | Father Joachim Ortega                    | Christophe Campos                      |                             |     |
| 2009 | Logorama                                  | Hombre Michelin, M&M amarillo, Mr. Clean | François Alaux                         | Corto                       |     |
| 2010 | Allez raconte!                            | Momo (voz)                               | Jean-Christophe Roger                  |                             |     |
| 2010 | Florence Foresti: Mother Fucker           | Taxista                                  | Nicolas Benamou                        | Vídeo                       |     |
| 2011 | La familia Tuche                          | Cura de Bouzolles                        | Olivier Baroux                         |                             |     |
| 2011 | Intocable                                 | Bakary "Driss" Bassari                   | Olivier Nakache & Éric Toledano        |                             |     |
|      | Capitán América: el primer vengador       | Soldado del equipo de Bucky              | Joe Johnston                           |                             |     |
| 2012 | Incompatibles                             | Ousmane Diakhaté                         | David Charhon                          |                             |     |
| 2012 | Un gran equipo                            | Wéké N'Dogo                              | Olivier Dahan                          |                             |     |
| 2012 | Mais qui a re-tué Pamela Rose?            | Mosby                                    | Olivier Baroux & Kad Merad             |                             |     |
| 2012 | Crazy Pink Limo                           | El filósofo                              | Joséphine de Meaux                     | Corto                       |     |
| 2013 | La espuma de los días                     | Nicolas                                  | Michel Gondry                          |                             |     |
| 2013 | Aux Armes: AIDES                          | Narrador (voz)                           |                                        | Corto                       |     |
| 2014 | Good People                               | Khan                                     | Henrik Ruben Genz                      |                             |     |
| 2014 | X-Men: días del futuro pasado             | Bishop                                   | Bryan Singer                           |                             |     |
| 2014 | Samba                                     | Samba Cissé                              | Olivier Nakache & Éric Toledano        |                             |     |
| 2014 | Mune: El guardián de la luna              | Sohone (voz)                             | Benoît Philippon & Alexandre Heboyan   |                             |     |
| 2015 | Jurassic World                            | Barry                                    | Colin Trevorrow                        |                             |     |
| 2015 | Una buena receta                          | Michel                                   | John Wells                             |                             |     |
| 2016 | Chocolat                                  | Rafael Padilla, el payaso Chocolat       | Roschdy Zem                            |                             |     |
| 2016 | Angry Birds: la película                  | Red (voz)                                | Fergal Reilly & Clay Kaytis            | Doblaje en versión francesa |     |
| 2016 | Norm of the North                         | Norm (voz)                               | Trevor Wall                            | Doblaje en versión francesa |     |
| 2016 | Inferno                                   | Christoph Bouchard                       | Ron Howard                             |                             |     |
| 2016 | Demain tout commence                      | Samuel                                   | Hugo Gélin                             |                             |     |
| 2017 | Sahara                                    | Ajar (voz)                               | Pierre Coré                            | Doblaje en versión francesa |     |
| 2017 | El doctor de la felicidad                 | Knock                                    | Lorraine Lévy                          |                             |     |
| 2017 | Transformers: el último caballero         | Hot Rod (voz)                            | Michael Bay                            |                             |     |
| 2018 | Infiltrado en Miami                       | Sebastian Bouchard                       | Rachid Bouchareb                       |                             |     |
| 2018 | El viaje de Yao                           | Seydou Tall                              | Philippe Godeau                        |                             |     |
| 2019 | El canto del lobo                         | Comandante D'Orsi                        | Antonin Baudry                         |                             |     |
| 2019 | Justicia del ártico: Escuadrón del trueno | Leopold (voz)                            | Aaron Woodley                          |                             |     |
| 2020 | The Call of the Wild                      | Perrault                                 | Chris Sanders                          |                             |     |
| 2020 | El príncipe olvidado                      | El padre / El príncipe                   | Michel Hazanavicius                    |                             |     |
| 2020 | Police                                    | Aristide                                 | Anne Fontaine                          |                             |     |
| 2020 | Refugee                                   | Marwan                                   | Brandt Andersen                        | Corto                       |     |
| 2020 | Todo negro                                | Él mismo                                 | John Wax & Jean-Pascal Zadi            |                             |     |
| 2020 | Soul                                      | Joe Gardner                              | Pete Docter & Kemp Powers              | Doblaje en versión francesa |     |
| 2022 | Incompatibles 2                           | Ousmane Diakhité                         | Louis Leterrier                        |                             |     |
| 2022 | Padre y soldado                           | Bakary Diallo                            | Mathieu Vadepied                       |                             |     |
| 2022 | Jurassic World: Dominion                  | Barry                                    | Colin Trevorrow                        |                             |     |
| 2023 | The Book of Clarence                      | Barrabás                                 | Jeymes Samuel                          | [ 8 ]                       |     |
| 2024 | The Killer                                | Sey                                      | John Woo                               |                             |     |
| TBA  | Le Chat du Rabbin                         | El gato (voz)                            | Joann Sfar                             | Preproducción               |     |
| TBA  | Shadow Force                              | Por anunciarse                           | Joe Carnahan                           | Filmando                    |     |

### Televisión
| Año       | Título              | Papel             | Notas                    | Ref |
| --------- | ------------------- | ----------------- | ------------------------ | --- |
| 2000      | La cape et l'épée   | Le ménestrel      | 1 episodio               |     |
| 2000      | Omar et Fred        | Varios personajes |                          |     |
| 2002      | Si yo fuera él      | Gabriel           | Película para televisión |     |
| 2006      | Les multiples       | Jimmy (voz)       |                          |     |
| 2007      | Moot-Moot           | Isidore           |                          |     |
| 2010      | Le pas Petit Poucet | Grand Poucet      | Película para televisión |     |
| 2010      | Histoires de vies   | Mo                | 1 episodio               |     |
| 2010–2012 | SAV des émissions   | Varios personajes | 4 episodios              |     |
| 2011      | Fish'n Chips        | Fish (voz)        | 52 episodios             |     |
| 2012      | Bref                | Él mismo          | 1 episodio               |     |
| 2012      | Zak                 | Él mismo          | 1 episodio               |     |
| 2019      | ForesTiVi           |                   | 1 episodio               |     |
| 2021      | Lupin               | Assane Diop       | 17 episodios             |     |

### Videojuegos
| Año  | Título                     | Papel | Notas | Ref |
| ---- | -------------------------- | ----- | ----- | --- |
| 2022 | Jurassic World Evolution 2 | Barry |       |     |

## Clips musicales
- 1998: L'avenir est un long passé de Manau: aparición como uno de los soldados
- 1999: Tomber la chemise de Zebda: aparición con su compañero Fred Testot
- 2010: François le Français
- Être et avoir de Zazie
- Peter Pan de Diam's
- Bienvenue chez les Bylkas de Sinik

## Espectáculos
• 2006: Omar et Fred, le spectacle

## Premios y nominaciones
| Año  | Premio                                          | Categoría                                    | Trabajo Nominado  | Resultado | Ref    |
| ---- | ----------------------------------------------- | -------------------------------------------- | ----------------- | --------- | ------ |
| 2006 | Raimu de la Comédie                             | Mejor Actor de Reparto                       | Nos jours heureux | Nominado  |        |
| 2007 | NRJ Ciné Awards                                 | Mejor Talento Joven en Película Debutante    | Nos jours heureux | Ganador   |        |
| 2011 | Festival Internacional de Cine de Tokio         | Mejor Actor (compartido con François Cluzet) | Intocable         | Ganador   |        |
| 2012 | Lumières Awards                                 | Mejor Actor                                  | Intocable         | Ganador   |        |
| 2012 | Globe de Cristal Awards                         | Mejor Actor                                  | Intocable         | Ganador   |        |
| 2012 | Premios César                                   | Mejor Actor                                  | Intocable         | Ganador   |        |
| 2012 | Étoiles d'Or                                    | Mejor Actor Nuevo                            | Intocable         | Ganador   |        |
| 2012 | Premio Patrick Dewaere                          |                                              |                   | Nominado  |        |
| 2012 | Premios del Cine Europeo                        | Mejor Actor                                  | Intocable         | Nominado  |        |
| 2012 | Premios Satellite                               | Mejor Actor                                  | Intocable         | Nominado  |        |
| 2013 | Festival Internacional de Cine de Santa Bárbara | Virtuoso Award                               | Intocable         | Ganador   |        |
| 2013 | Premios Black Reel                              | Mejor Actor                                  | Intocable         | Nominado  |        |
| 2013 | Premios Black Reel                              | Mejor Interpretación Nueva                   | Intocable         | Nominado  |        |
| 2017 | Premios Lumières                                | Mejor Actor                                  | Chocolat          | Nominado  |        |
| 2017 | Globe de Cristal Awards                         | Mejor Actor                                  | Chocolat          | Ganador   |        |
| 2017 | Premios César                                   | Mejor Actor                                  | Chocolat          | Nominado  |        |
| 2021 | TCA Awards                                      | Mejor Logo Individual - Drama                | Lupin             | Nominado  |        |
| 2021 | Montreal International Black Film Festival      | Premio por Trayectoria                       |                   | Ganador   |        |
| 2021 | Premios Gotham                                  | Mejor Interpretación en Serie Nueva          | Lupin             | Nominado  |        |
| 2021 | Rose d'Or                                       | Interpretación del Año                       | Lupin             | Ganador   |        |
| 2022 | Premios Satellite                               | Mejor Actor de Serie de Televisión - Drama   | Lupin             | Ganador   |        |
| 2022 | Globos de Oro                                   | Mejor Actor de Serie de Televisión - Drama   | Lupin             | Nominado  |        |
| 2023 | Premios Sant Jordi                              | Premio de honor                              | Trayectoria       | Ganador   | [ 9 ]  |
| 2023 | III Saraqusta Film Festival                     | Dragón de Plata al mejor actor               | Padre y soldado   | Ganador   | [ 10 ] |